# 瓔珞

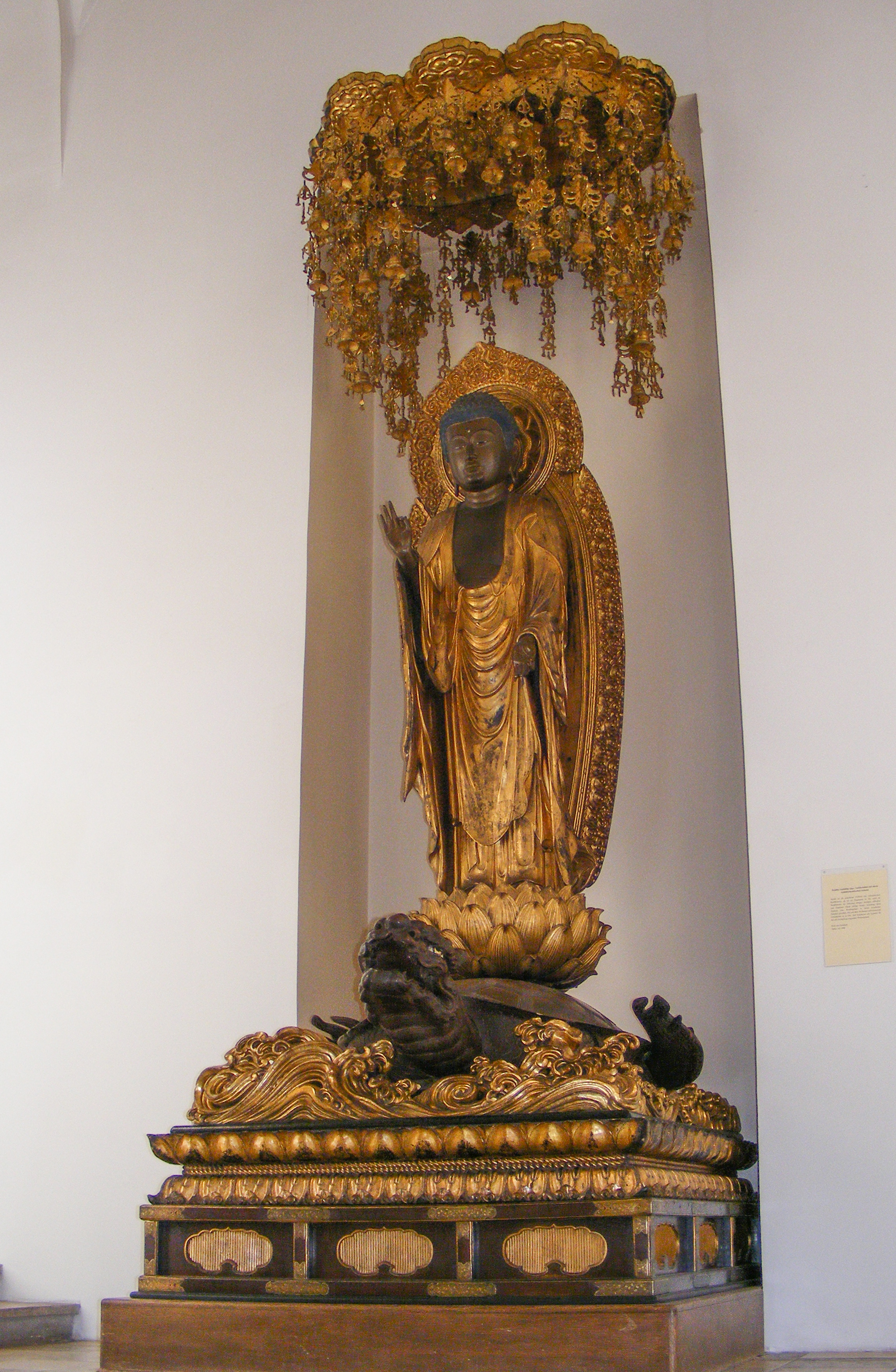
仏像の上の天蓋にある飾りが瓔珞

瓔珞（ようらく）とは、菩薩や密教の仏の装身具、または仏堂・仏壇の荘厳具のひとつ。
サンスクリットのムクターハーラ(muktāhāra)、ハーラ(hāra)、ケーユーラ(keyūra)などの訳語。
古くはインドの貴族の装身具として用いられていたものが、仏教に取り入れられたもので、菩薩以下の仏像に首飾り、胸飾りとしてもちいられている。菩薩像に用いられる瓔珞は通常の装身具としての瓔珞が多いが、一部の像には髑髏や蛇などが用いられることがある。また、瓔珞は寺院や仏壇など天蓋などの荘厳具として用いられることがある。